# NSU 14/40 PS
Der NSU 14/40 PS war ein PKW der oberen Mittelklasse, den die Neckarsulmer Fahrzeugwerke Aktiengesellschaft in den Jahren 1921 bis 1925 bauten. Er war der Nachfolger des Modells 13/35 PS.
Der wassergekühlte Motor war ein Vierzylinder-Blockmotor mit einem Hubraum von 3606 cm³ (Bohrung × Hub = 94 × 130 mm), der 54 PS (40 kW) bei 2000/min leistete. Wie beim Vorgänger, hatte der  Motor eine dreifach gelagerte Kurbelwelle, aber in Gegensatz zu diesem nur eine Batteriezündung, sowie Druckumlaufschmierung und seitlich stehende Ventile in einem L-Zylinderkopf. Der Flachkühler des Vorgängermodells war einem modischen Spitzkühler gewichen. Der Kraftstofftank lag hinten. Der Kraftstoff wurde durch die Auspuffgase gefördert, wobei ein Teil der Auspuffgase in den dicht verschlossenen Tank geleitet wurde, dort einen leichten Überdruck erzeugte und so dafür sorgte, dass der Kraftstoff nach vorne zum Vergaser strömte. Die Motorkraft wurde über eine Lamellenkupplung im Ölbad, ein Vierganggetriebe mit rechts angebrachter Kulissenschaltung und eine Kardanwelle auf die Hinterräder übertragen. Der Radstand der Wagen betrug unverändert 3200 mm, ihre Spurweite 1375 mm und das Gewicht für die sechssitzige Limousine war auf 1725 kg angewachsen. Die Höchstgeschwindigkeit lag bei etwa 100 km/h.
Der Preis für eine sechssitzige Phaetonausführung lag bei RM 13.000,-- (einschl. Luxussteuer). 1925 lief dieses Modell ohne Nachfolger aus.